# 加藤優磨
加藤 優磨（かとう ゆうま、1995年8月8日 - ）は、日本の俳優。埼玉県出身。血液型O型。

## 経歴
- 2004年、デビュー。
- 2009年6月6日、ストレイドッグプロモーションを退社。
- 2009年7月1日、ミントアベニューに移籍。
- 2012年、ミントアベニューを退社。

## 出演

### 舞台
- キッズだらけの天使（2004年）
- 天狗のかくれ里（2005年）
- ドラゴンファンタジー（2005年）
- 心は孤独なアトム（2007年）
- 映像都市（2009年）

### 映画
- BOYS LOVE（2006年） - 如月のえる（少年時代） 役
- 子猫の涙（2007年） - 和久 役